# Погромы в Красном Раю
Погромы в Красном Раю (укр. Події у селищі Червоний Рай) — события 1 октября 1992 года, связанные с кровавым погромом местного крымскотатарского населения тогдашними крымскими властями в селе Красный Рай.

## Предыстория
Согласно заявлению председателя организации крымскотатарского национального движения Мустафы Джемилева в апреле 1990 года, крымскими властями велась раздача земельных участков под дачи и огороды преимущественно славянскому населению (русским и украинцам), одновременно поощрялись и прямо организовывались партийными органами шовинистические объединения и «комитеты» русскоязычных, которые открыто выступали против возвращения крымских татар на родину.
В соответствии с принятым на заседании Центрального совета 9-10 июня 1989 года пятым пунктом плана мероприятий, ОКНД оказывала всевозможную помощь и поддержку соотечественникам, которые занимали пустые земельные участки и строили палаточные городки. Неоднократно между группами происходили кровавые стычки. Так, 14 декабря 1989 года в селе Запрудное произошла расправа над крымскими татарами, совершенная милиционерами и пьяные толпами людей из близлежащих сел. Четыре месяца власти держали шестерых избитых участников дегирменкойской эпопеи в тюрьме, фабрикуя против них уголовное дело по обвинению в хулиганстве, сопротивлении властям и иных преступлениях.

## Ход событий
Начиная с 1989 года, было поставлено на очередь на получение земельных участков под индивидуальное строительство 2196 семей, однако участки получили лишь 800 семей, причем большинство из них после многомесячного пикета. За 1991 год из запланированных 150 участков крымским татарам было выделено лишь треть. За 1992 год по плану необходимо было выделить 370 участков, а выделено около 80. Такая ситуация указывает на то, что власти стремились затормозить процесс возвращения крымских татар и препятствовали их поселению в Алуште и окрестных населённых пунктах.
Все это заставило крымских татар 5 июля устроить пикет на дороге возле персикового сада в селе Красный Рай. Провокация со стороны милиции в ночь с 5-го на 6-го июля и блокирование дороги 7 июля заставили пикетчиков защитить лагерь. В тот же день состоялось заседание исполкома Алушты, на котором было принято соответствующее решение:
1. Обязать инициативную группу лиц крымскотатарской национальности…, а также лиц, участвующих в самовольном занятии земли, добровольно выполнить решение… освободить данный участок земли… в районе поселения Красный Рай.
2. В случае невыполнения решения… предложить землепользователю — с/з «Алушта» до 09.07.92 г. принять меры к освобождению земельного участка, самовольно занятого лицами крымскотатарской национальности.
3. Алуштинскому ГОВД (т. Воеводкин А. С.) при освобождении земельного участка принять все предусмотренные Законом Украины «О милиции» меры по поддержанию общественного порядка[1].

8 августа руководимые начальником УВД Алушты Воеводкиным силовики начали окружать укрепленный лагерь крымских татар. Пикетчики защищали чесночники, люди поспешили на территорию лагеря, и чтобы не пропустить в него карателей, подожгли резиновые скаты вокруг себя, спецназовцев это не остановило. Трое крымских татар, облив себя бензином и взяв в руки горящие факелы, пошли навстречу спецназу. Воеводкин отдал спецназовцам приказ остановиться и начал переговоры с представителями штаба пикетчиков.
Для разрешения конфликтной ситуации между Меджлисом крымскотатарского народа и Алуштинским горсоветом была создана согласительная комиссия. Итоги её более чем месячной работы: 5 заседаний 3 из которых были сорваны из-за отсутствия землепользователей и один выезд на предложенные к рассмотрению земельные массивы. Все 13 предложений пикетчиков из земельных массивов были отклонены по разным мотивам.
19 августа 1992 года было подписано совместное заявление Алуштинского городского исполнительного комитета и меджлиса крымскотатарского народа. В заявлении «Об урегулировании ситуации, сложившейся в поселении Красный Рай» говорилось, что «в результате состоявшихся переговоров с целью разрешения конфликтной ситуации в районе поселения Красный Рай Алуштинский горисполком гарантирует, что всем крымским татарам, указанным в списке от 21 июля 1992 года за исключением тех, кто уже имеет постоянное жилье или земельный участок в Крыму, после рассмотрения их документов в согласительной комиссии будут предоставлены юридические гарантии (решение комиссии, утвержденное горисполкомом) на выделение земельных участков под индивидуальное строительство».
1 октября 1992 года около 9 часов утра подразделение крымской милиции специального назначения по приказу крымской администрации совершило вооруженное нападение на лагерь репатриантов, расположившихся в открытом поле местности Красный Рай в результате которого пострадало от 20 до 26 человек.
6 октября тысячи крымских татар собрались на площади перед Верховным Советом Крыма с требованиями освободить заложников и наказать виновных в погроме 1 октября. Противостояние вылилось в штурм Верховного Совета Крыма и открытое столкновение с силами милиции. И только после того, как протестующие отойдя от здания Верховного Совета Крыма, полностью заняли площадь перед Советом Министров Крыма, поступило распоряжение освободить заложников.
В заявлении Меджлиса крымскотатарского народа, принятом в ту же ночь, осуждалось жестокое избиение беззащитных крымских татар 1 октября 1992 года в селе Красный Рай, совершённое крымскими властями. Этот инцидент стал последней каплей для многих, кто долго терпел притеснения. В ответ 5 и 6 октября в Симферополе прошли массовые протесты крымских татар. Главной целью акций было добиться привлечения к ответственности организаторов насилия и освободить 26 задержанных соотечественников.